# 赵铁练
赵铁练（1944年9月—），男，汉族，河北大城人，中华人民共和国政治人物，曾任河北省政协副主席，第九届全国人大代表。